# Nemzetközi Világítástechnikai Bizottság
A Nemzetközi Világítástechnikai Bizottság (franciául Commission internationale de l'éclairage, angolul International Commission on Illumination, németül Internationale Beleuchtungskommission) a fény, a világítás és a színelmélet kutatása és fejlesztése céljára létrehozott intézmény. A Magyar Nemzeti Bizottságot a Magyar Elektrotechnikai Egyesülettel együttműködésben a Budapesti Műszaki és Gazdaságtudományi Egyetem vezeti. A Magyar nemzeti Bizottság otthona a Világítás Háza. Előzőleg a budapesti VI. kerület Eötvös utca 11/a-ban működött, onnan a IV. kerület Árpád útra költözött.

## Jogköre
Feladata a látás, a fény, a megvilágítás, a képi megjelenítés és a színelmélet elvi és gyakorlati kérdéseinek kutatása és az eredmények közzététele.
A nemzetközi mérésügy vonatkozásában felelős a hét fotometriai alapmértékegység etalonjának, illetve definíciójának megfogalmazásáért, amelyet átvesz a Nemzetközi Súly, és Mértékügyi Hivatal, így ezen a vonalon törvényalkotói szerepe is van. Magyar vonatkozásban ez a mérésügyi törvényben (1991. évi XLV. tv) jut érvényre.
Szabványalkotói tekintetben együttműködésben áll a Nemzetközi Elektrotechnikai Bizottsággal is (joint publicactions; társult közlemények formájában). A CIE által alkotott szabványokat átveszi a Nemzetközi Szabványügyi Szervezet, ennek következményeként a magyar Világítástechnikai Szótár (MSZ 9620-1991 Fénytechnológia terminológia) formájában hatályos. A szabvány harmadik kiadása tartalmazza a vonatkozó  bejegyzés meghatározását angolul és franciául, megnevezését csehül, németül, arabul, olaszul, koreaiul, flamandul, lengyelül és portugálul. A második kiadás tartalmazta a meghatározást németül és oroszul, a megnevezést lengyelül és szerbül; ezeket azóta elhagyták. A világítástechnikai szabványt a következő témakörökbe rendezik.
| CIE S 017:2020 | Megnevezés                                                    | IEC 60050:845 | MSZ 9620-1991 |
| -------------- | ------------------------------------------------------------- | ------------- | ------------- |
| 17-21          | Sugárzástechnikai mennyiségek és mértékegységek               | 845-21        | 845-01        |
| 17-22          | Látás, színérzékelés                                          | 845-22        | 845-02        |
| 17-23          | Színmérés                                                     | 845-23        | 845-03        |
| 17-24          | Emisszió, optikai tulajdonságok, anyagi tulajdonságok         | 845-24        | 845-04        |
| 17-25          | Radiometria, fotometria és színmérés eszközei, érzékelők      | 845-25        | 845-05        |
| 17-26          | Fotobiológia, az optikai jelenségek egészségügyi vonatkozásai | 845-26        | 845-06        |
| 17-27          | Fényforrások                                                  | 845-27        | 845-07        |
| 17-28          | Lámpák elektromos alkotóelemei és kiegészítői                 | 845-28        | 845-08        |
| 17-29          | Mesterséges és természetes világítás                          | 845-29        | 845-09        |
| 17-30          | Lámpatestek és alkotórészeik                                  | 845-30        | 845-10        |
| 17-31          | Vizuális jelzések, informatika (Közlekedési világítás)        | 845-31        | 845-11        |
| 17-32          | Képfeldolgozás, színek alkalmazása (management)               | 845-32        | nincs         |

## Nemzetközi kapcsolatrendszere
Kapcsolatrendszere áll a különféle országok nemzeti bizottságaiból, valamint az együttműködő szervezetekből, amelyekkel (joint document) társult dokumentumokat (többnyire szabványokat) bocsátanak ki.

## Előzmények
A CIE mostanában szabványkibocsátó intézményként ismeretes. Előzménye mégis a nemzetközi mérésügyhöz köthető. Mivel a Nemzetközi Méteregyezmény valójában diplomáciai szerződés, az eredeti dokumentumai francia nyelvűek. Az ezzel kapcsolatos dokumentumokat a tag és társult államok törvénybe iktatják, és az illetékes ország területén érvényesek; jogharmonizációs eljárások következtében a világ minden országában egységesek.

### Kezdetek
1900-ban a párizsi világkiállítás alkalmából rendezték a Nemzetközi Gáz Kongresszust (Le Congrès International de l'Industrie du Gaz). Megjegyzendő, hogy a XX. század elején világszerte általános volt a gázvilágítás. Vezető ipari szakértők javasolták ekkor a Fotometriai Bizottság (Commission Internationale de Photométrie) létrehozását. A kezdeti bizottság tagjai Franciaország, Nagy-Britannia, Ausztria-Magyarország, Belgium, Olaszország, Hollandia, Svájc és az Amerikai Egyesült Államok. 1903 júniusában Zürichben kongresszust szerveztek a zürichi Polytechnikum (jelenleg Műszaki  Főiskola) helyiségeiben.  Megállapodásban rögzítették, hogy a három hivatalos nyelv a francia, az angol és a német. A második kongresszust némi késéssel 1907 júliusában Zürichben a Hotel Bellevue helyiségeiben rendezték. Ebben az időben a fő téma a gázvilágítás és a fényforrás kérdése volt (Violle gyertya, amelyet egyébként 1881-ben hoztak létre). Ezen az ülésen hangzott el a fényforrásnak a platina dermedéspontja által meghatározott definíciója. Ugyanakkor került előtérbe az Ulbricht-féle integrálógömb, amelyet a Physikalisch-Technische Reichsanstalt dolgozott ki Charlottenburgban . Megvizsgálták a szénszálas izzót is fényforrás-etalonként való alkalmazásra. Ez 1909-ben amerikai gyertya, francia verzióban bougie decimale volt érvényben a Hefner gyertyával egyidőben.
Az 1911-ben Zürichben (a Politchnikum épületében) megtartott konferencia rendeltetése volt egységesíteni a fényforrás etalonokat. Szóba került a fényforrásnak kalorimetriai eszközökkel való meghatározása is. Ebben az időben több méréstechnikai célra is használható érzékelőt ismertek: a fotocellát, fotoelektromos jelenséget (Henri Becquerel), valamint a szelén fényelemet.  Ausztria-Magyarország részéről H. Strache nyújtott be javaslatot, amely szerint a fényforrás etalonjának az emberi látás adatain kell alapulnia. Ez lépett érvénybe valójában 1924-ben a jelenleg is ismert láthatósági függvény V(λ) formájában. Ugyanezek a kérdések kerültek napirendre Torinóban a Nemzetközi Elektrotechnikai Kongresszus ülésén is (1911 szeptember).  Az amerikai Gáz Társulat javasolta a különféle tevékenységeknek egy intézménybe való tömörítését. Ez Berlinben valósult meg 1913-ban.

### Az alapítás
A brit Clifford Copland Paterson (National Physical Laboratory) fogalmazta meg egy új nemzetközi intézmény alapszabályát (alkotmányát), amelyet 1913 augusztusában a berlini konferencia elé terjesztettek. A dokumentumok nyelve francia volt. Az új intézmény neve Commission Internationale de l'Eclairage. Professzor T. Vaultier volt eddig az időpontig az  Nemzetközi Gáz Kongresszus elnöke, majd ezután egészen 1921-ig a CIE első elnöke, 1921-től az amerikai Edward P. Hyde. Az alapító okirat szerkesztésénél már számításba vették a nemzeti bizottságok létrehozását is. A CIE elnöke Vautier, a vezetőség tagjai Hyde (USA), Kusminsky (Ausztria), Bunte (Németország) és C.C. Paterson (Nagy Britannia). A főtitkár kinevezése elmaradt, és ezt a tisztséget csak az első világháború után töltötték be.

## Tevékenysége

### 1921, az első munkaértekezlet
Dr. Hyde a Francia Nemzeti Bizottsággal együttműködve szervezte meg a Gáz Társaság hatodik konferenciáját Párizsban, amelyet 1921 július 5-én nyitott meg Trocquer francia közmunkaügyi miniszter.  A zárónyilatkozatot 24 képviselő alkotta meg a következő témakörökben:
- heterokromatikus fotometria
- meghatározások és jelölések
- világítás gyárakban és iskolákban
- gépjárművek világítása

Meghatározták a világítástechnika három alapvető mennyiségének értékét és mértékegységét: fényáram, fényerősség és megvilágítás. a fényerősség egységének  neve bougie internationale (nemzetközi gyertya). Németország ezen az ülésen nem volt jelen, és ezt az elnevezést soha nem fogadta el. A dokumentumot 1923-ban hozták nyilvánosságra Recueil des Travaux et Comte Rendu des Séances címen (Tevékenységek és Döntések Jegyzőkönyve) .

### Témák
Az RGB és XYZ 1924 és 1931 között megszilárdult; ezeket a mai napig így használjuk, bár az RGB használata jelentősen visszaszorult. Az sRGB színteret nem a CIE fogalmazta meg, hanem az IEC 61966-2-1:1999 tárgya. Megfogalmazták a láthatósági függvényt és az alapszíningereket a 2 fokos látószögű éleslátás zónájára. Létrehozták a Nemzetközi Világítástechnikai Szótárat (International Lighting Vocabulary), ennek magyar megfelelője az MSZ9620 szabvány. Ennek jelenlegi harmadik kiadása 2020-ban jelent meg.
A további erőfeszítések a 10 fokos látóterületre (kiegészítő színmérő észlelő), majd az egyenközű színazonosító rendszerek (színterek) megfogalmazására irányultak.
- 1948 Hunterlab
- 1960 UCS (uniform chromaticity scales, egyenközű színtér) CIELUV.
- 1964 U*V*W*
- 1976 CIELUV L* u* v*
- 1976 CIELAB L* a* b*
- LMS (long medium short) az emberi színérzékelő  receptor spektrálisan helyes leírása, a trikromatikus színinger összetevők meghatározása r(λ), g(λ), b(λ); x(λ), y(λ), z(λ)

a színkülönbségi mérőszámok meghatározása. Ezek a vonatkozó rendszerhez illeszkedve a ΔE jelet használják a megvilágítás színhőmérsékletével kapcsolatos számítások. Ebben a tekintetben az 1931-es A, B és C mellé megjelentek a daylight (nappali fény) színhőmérsékleti sorozat, amelynek elemeit a korrelált színhőmérsékletekkel jelölik. Az általános nappali világítás jelölése például D65, ahol a 65-ös szám a 6500 K színhőmérsékletre utal (a 6500 K hőmérsékletű abszolút feketetestre; ideális sugárzóra, hivatalos nevén full radiator) végül az emberi látás adaptációs tulajdonságainak leírása.

### Osztályok
A divíziók közül kettő feleslegessé vált, és megszűnt. Ahol van, vagy volt magyar munkatárs, azt itt jelezzük.
- 1. Látás és szín (Nagy Balázs Vince)
- 2. Fény és sugárzás mérése (Csuti Péter)
- 3. Belsőtéri világítás és tervezés (Filetóth Levente)
- 4. Közlekedési világítás és jelzések (Schwarz Péter)
- 5. Kültéri világítás és alkalmazások (megszűnt)(Schwarcz Péter)
- 6. Fotobiológia és fotokémia (Balázs László)
- 7. A világítás általános vonatkozásai (megszűnt)
- 8. Képi technológiák (Samu Krisztián)

### Műszaki bizottságok
Angolul Technical Committee, jele TC. Minden feladatra külön bizottságot hoznak létre.

### Általános közgyűlések
A négyévenkénti (quadrennial) konferenciákat (session) folyamatosan sorszámozzák a Commission Internationale de Photométrie megalakulásától kezdve; 1913-tól Commission Internationale de l'Éclairage  néven
| sorszám | időpont | helység      | ország                    |
| ------- | ------- | ------------ | ------------------------- |
| 1       | 1903    | Zürich       | Svájc                     |
| 2       | 1907    | Zürich       | Svájc                     |
| 3       | 1911    | Zürich       | Svájc                     |
| 4       | 1913    | Berlin       | Németország               |
| 5       | 1921    | Párizs       | Franciaország             |
| 6       | 1924    | Genf         | Svájc                     |
| 7       | 1927    | Bellagio     | Olaszország               |
| 8       | 1931    | Cambridge    | Nagy-Britannia            |
| 9       | 1935    | Berlin       | Németország               |
| 10      | 1939    | Scheveningen | Hollandia                 |
| 11      | 1948    | Párizs       | Franciaország             |
| 12      | 1951    | Stockholm    | Svédország                |
| 13      | 1955    | Zürich       | Svájc                     |
| 14      | 1959    | Brüsszel     | Belgium                   |
| 15      | 1963    | Bécs         | Ausztria                  |
| 16      | 1967    | Washington   | Amerikai Egyesült Államok |
| 17      | 1971    | Barcelona    | Spanyolország             |
| 18      | 1975    | London       | Egyesült Királyság        |
| 19      | 1979    | Kyoto        | Japán                     |
| 20      | 1983    | Amszterdam   | Hollandia                 |
| 21      | 1987    | Velence      | Olaszország               |
| 22      | 1991    | Melbourne    | Ausztrália                |
| 23      | 1995    | Új Delhi     | India                     |
| 24      | 1999    | Varsó        | Lengyelország             |
| 25      | 2003    | San Diego    | Amerikai Egyesült Államok |
| 26      | 2007    | Peking       | Kína                      |
| 27      | 2011    | Sun City     | Dél-afrikai Köztársaság   |
| 28      | 2015    | Manchester   | Egyesült Királyság        |
| 29      | 2019    | Washington   | Amerikai Egyesült Államok |
| 30      | 2023    | Ljubljana    | Szlovénia                 |

A CIE történetének leírása tartalmazza a közgyűlések nevét. Köztük Magyarországot képviselték:
1913 Berlin: Hugo Julius Strache(Ausztria–Magyarország közös képviselőjeként)
1935 Berlin: Urbanek János
1939 Scheveningen: Pogány Béla
1963 Bécs: Szigeti György
1967 Washington: Urbanek János
1971 Barcelona: Szigeti György
1983 Amsterdam: Schanda János, Nagy Elemér
1983 Velence: Debreczeni Gábor
- dr Schanda János két quadrenniumon át (nyolc éven át) volt a CIE műszaki igazgatója (angolul: Executive Secretary)

Érdekesség: a Szovjetunió első képviselője Michel Châtelain francia származású orosz elektromérnök volt  (Михаил Андреевич Шателен 1866-1975), a GOELRO terv vezetője.

### Elnökök
A CIE elnökeinek listája a 29-ik konferencia adatai alapján
| név                                      | időszak   | ország        |
| ---------------------------------------- | --------- | ------------- |
| Commission Internationale de Photométrie |           |               |
| Theodore Vautier                         | 1900-1913 | Franciaország |
| Commission Internationale de l'Éclairage |           |               |
| Theodore Vautier                         | 1913-1921 | Franciaország |
| Edward P.Hyde                            | 1921-1927 | USA           |
| Cliford Copland Paterson                 | 1927-1931 | UK            |
| A. R. Meyer                              | 1931-1935 | Németország   |
| Maurice Paul August Charles Fabry        | 1935-1939 | Franciaország |
| N. A. Halbertsma                         | 1939-1951 | Netherlands   |
| W. Harrison                              | 1951-1955 | USA           |
| John William Tudor Walsh                 | 1955-1959 | UK            |
| Knut Ivar Teodor Folcker                 | 1959-1963 | Svédország    |
| Ludwig Schneider                         | 1963-1967 | NSZK          |
| D. Vermeulen                             | 1967-1971 | Netherlands   |
| W R Stevens                              | 1971-1975 | UK            |
| Sylvester K. Guth                        | 1975-1979 | USA           |
| J B de Boer                              | 1979-1983 | Netherlands   |
| Günter W Wyszecki                        | 1983-1985 | Canada        |
| Albert Michael Marsden (Mike)            | 1985-1987 | Hong Kong     |
| Hans Walter Bodmann                      | 1987-1991 | NSZK          |
| Robin Cleve Aldworth                     | 1991-     | UK            |
| Jack J. Hsia                             | 1995-     | USA           |
| Hans Alan Löfberg                        | 1999-     | Svédország    |
| Wout van Bommel                          | 2003-     | Netherlands   |
| Franz Hengstberger                       | 2007-     | South Africa  |
| Ann R. Webb                              | 2011-     | UK            |
| Yoshihiro Ohno                           | 2015-     | USA           |
| Peter Blattner                           | 2019-     | Svájc         |
| Jennifer Veitch                          | 2023-     | Kanada        |

Szokásosan az aktuális elnök mellett tiszteletbeli elnökként működik az előző; a leköszönő elnök.